# سمنيات النمل
سمنيات النمل (الاسم العلمي: Formicarioidea) هو فيلق من الطيور يتبع رتيبة الرتيبة العصافير الملك من رتبة العصفوريات.

## التصنيف
- التاباكولات
  - التاباكولو